# Magdi Abdelhadi
Magdi Abdelhadi är en Londonbaserad frilansskribent, tidigare utrikeskommentator för BBC. Abdelhadi, som är född i Egypten, bodde i Sverige i 17 år, mellan 1978 och 1994, innan han flyttade till Storbritannien. Sommaren 2007 samt sommaren 2012 var han en av sommarpratarna i Sveriges Radios program Sommar.